# 武家屋敷通り (仙北市)

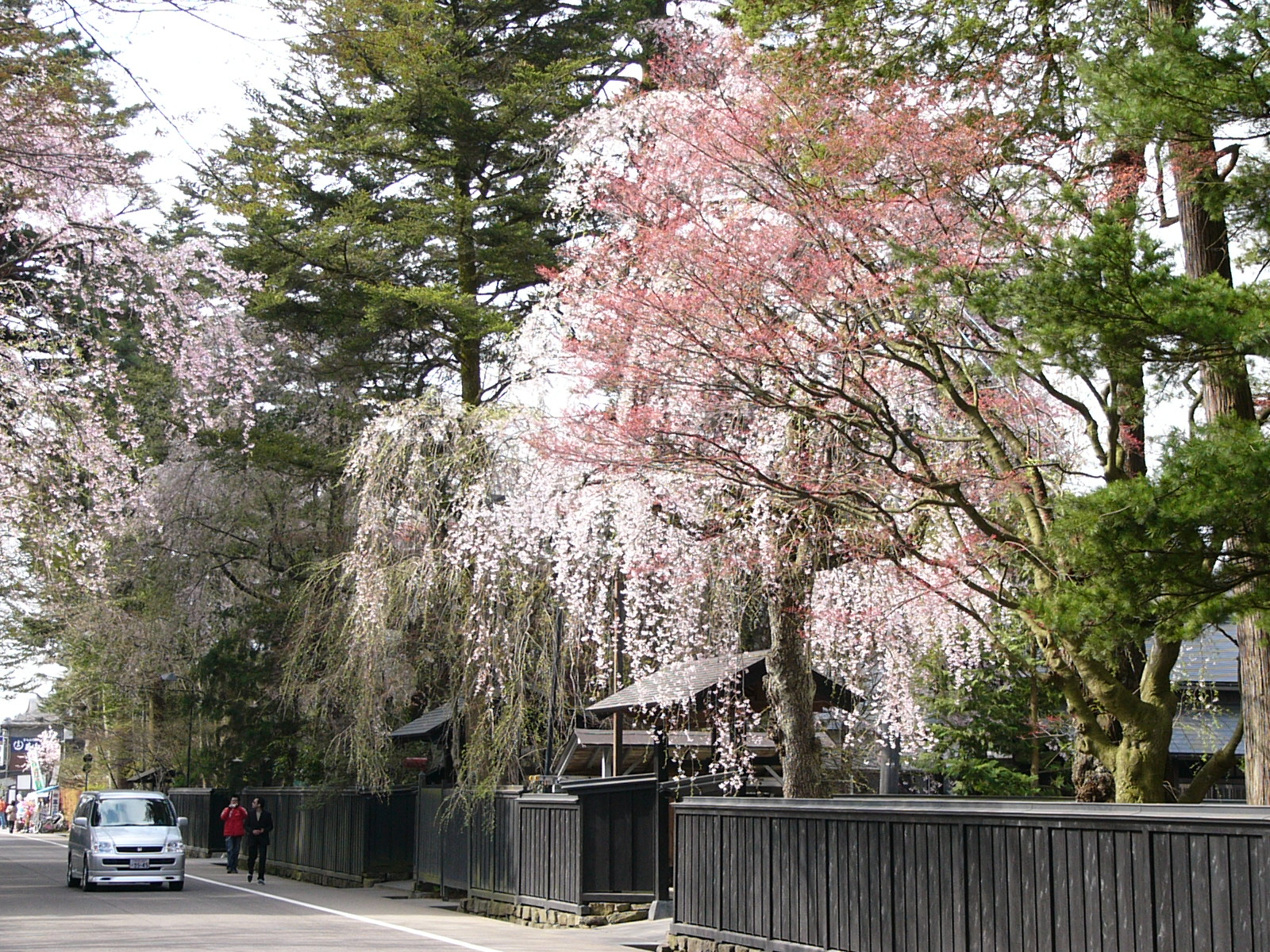
武家屋敷通り・春（2006年5月3日）

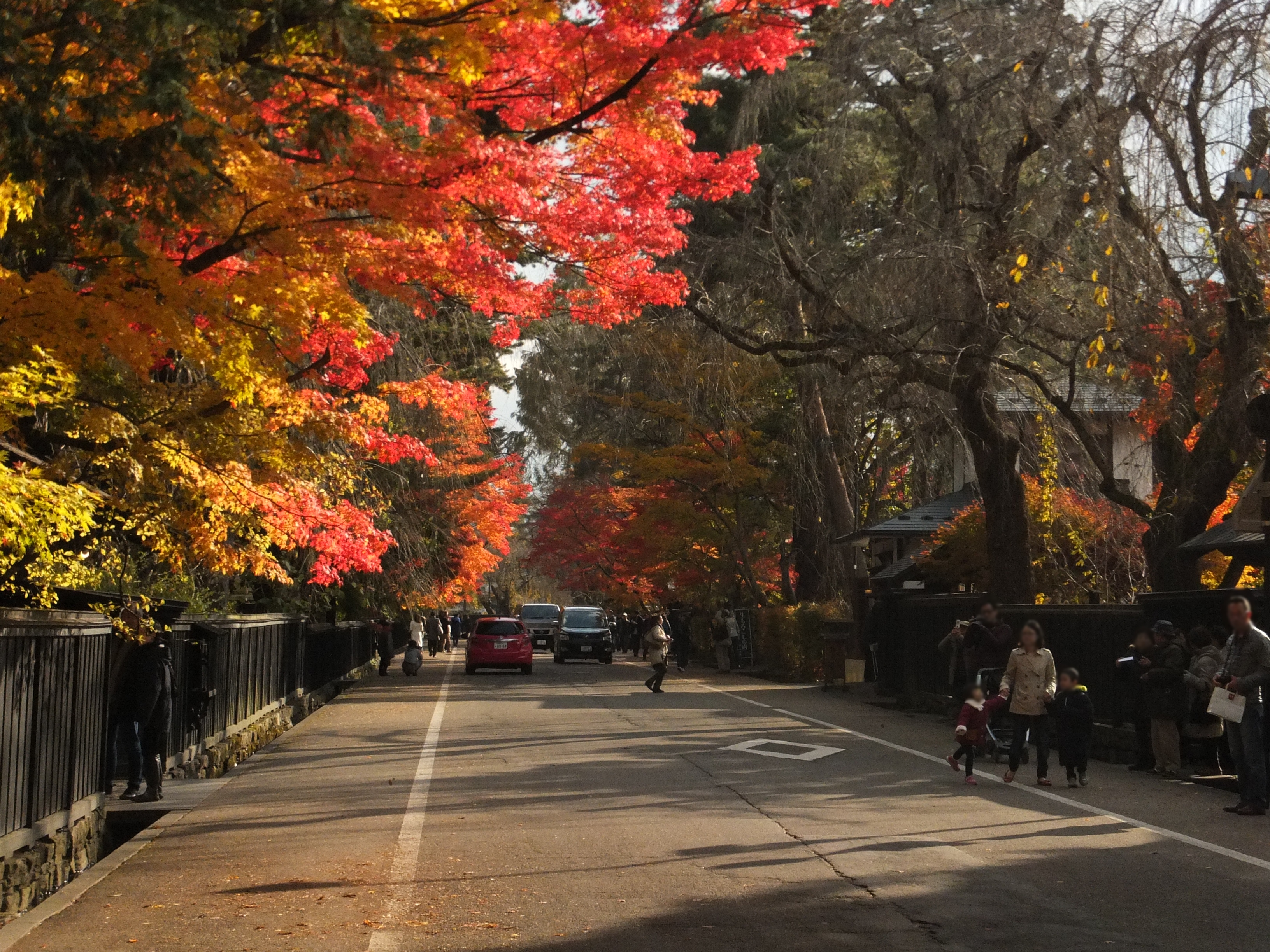
武家屋敷通り・秋（2016年11月6日）

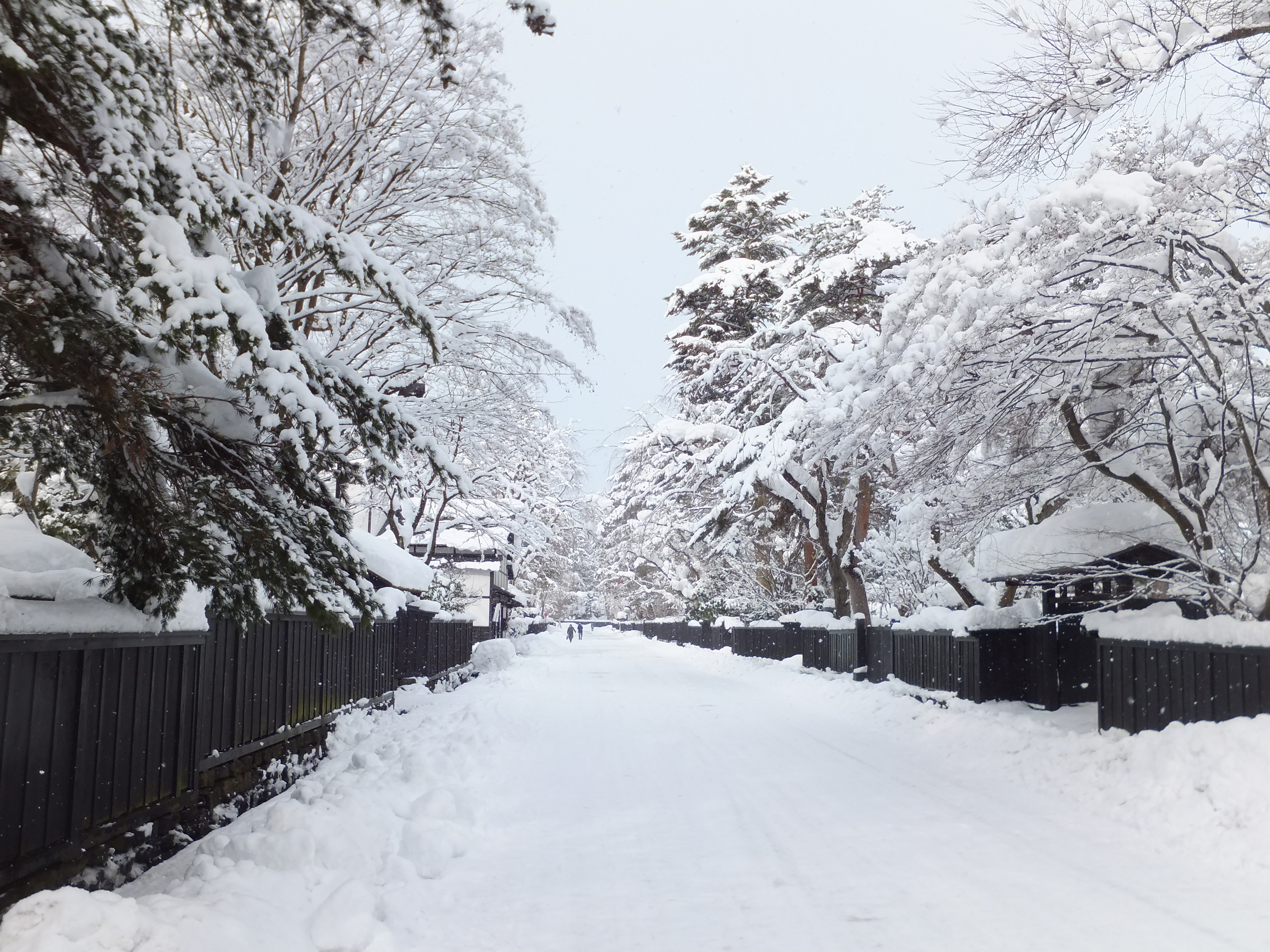
武家屋敷通り・冬（2012年1月8日）

武家屋敷通り（ぶけやしきどおり）は、秋田県仙北市角館町の道路であり、古城山（かつて角館城があった地である）山麓の国道46号から南へ伸びて、かつての侍町である角館の内町を貫く南北方向の通りである。

## 概要
仙北市の正式な道路の路線名は、「市道武家屋敷通線」といい、かつての中・下級武士の侍屋敷である旧家が建ち並び、黒板塀と枝垂桜の木立が大きな特徴となっている通りである。仙北市角館町東勝楽丁 - 角館町表町上丁の0.8キロメートル区間が、日本の道100選の選定を受けている。特に春の枝垂桜は見事で、花の時期には特に多くの観光客で賑わい、桧木内川堤のソメイヨシノとともに日本さくら名所100選に選定されているほか、読売新聞社選定の「新・日本街路樹100景」（1994年）のひとつに選定されている。
その古色豊かで静かなたたずまいは「みちのくの小京都」と称されるほどで、武家屋敷通りの周辺6.9ヘクタールは侍町としての趣をよく残していることから、1976年（昭和51年）に「角館町角館伝統的建造物群保存地区」の名称で重要伝統的建造物群保存地区として選定されている。

## 歴史
角館町の城下町形成は、1590年（天正16年）に戸沢氏が角館城を築城して城主になったことに始まる。その後、戸沢氏に代わって秋田藩主佐竹義宣の実弟である蘆名義勝が統治したが、河川の氾濫など地の不利から1620年（元和6年）に古城山の南側に新しい城下町を形成するになった。1656年（明暦2年）に蘆名氏断絶後、佐竹氏一族の佐竹義隣が支配し、廃藩されるまで以後200年間一族が統治した。武家屋敷通りに見られる有名な枝垂桜は、佐竹義隣の子義明の妻（西郊実号の娘）が生家の京都から持ち込んだものといわれ、1974年（昭和49年）に国の天然記念物の指定を受けている。城下町は南北に細長い街であり、北側に城を構えて武家屋敷である内町があり、時代の変遷に影響されることなく、当時の町並みが残されている。
1977年（昭和52年）6月15日秋田魁新報社の新観光秋田三十景の16位に選出されている。
「仙北市武家屋敷」で、手づくり郷土賞昭和61年度（人と風土が育てた家並）受賞。平成17年度は同賞大賞受賞。

## 路線状況

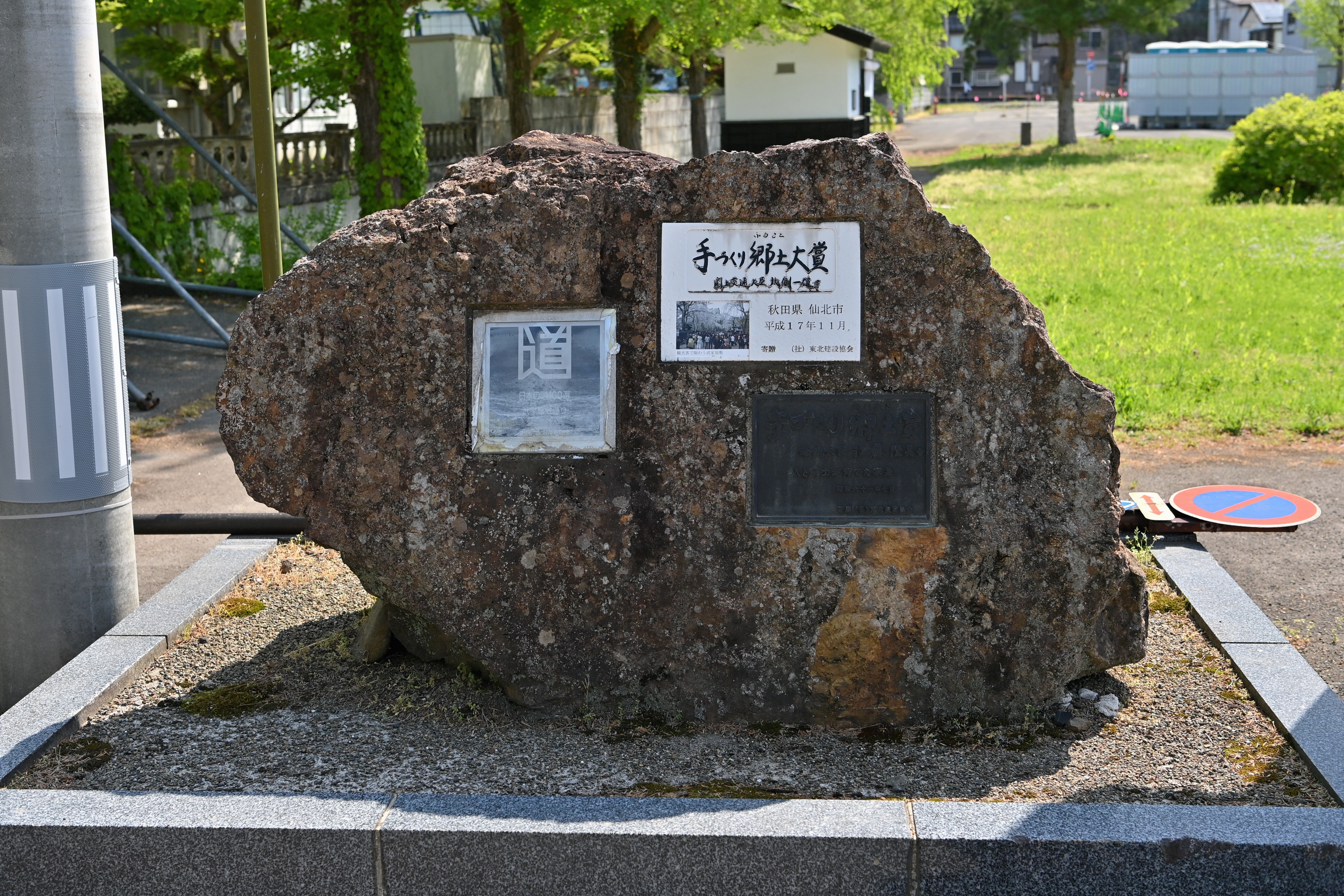
武家屋敷通り「日本の道100選」「手づくり郷土大賞」顕彰碑

武家屋敷通りのちょうど中央付近には左右に曲がるカギ状の道路があり、これは枡形と称し、城郭工法を町づくりに応用したものといわれる。角館の中心部を通る幹線道路であるため、交通量は多く、文化財の汚染および交通環境が問題となっている。このため、代替路線、アクセス道路の整備などにより通過交通の排除を目指している。

## 沿道の武家屋敷
東勝楽丁（ひがしかつらくちょう）から表町までの武家屋敷通りの区間には、建築年代の古い武家屋敷が並び、黒板塀や茅葺き屋根などに武家の格式を見ることができる。
- 石黒家（市指定史跡）大人（高校生以上）300円 小学生・中学生150円
- 青柳家（県指定史跡）
- 松本家（県指定有形文化財）
- 岩橋家（県指定史跡）
- 河原田家（市指定史跡）
- 小田野家（市指定史跡）

## 周辺の観光スポット
- 大村美術館
- 平福記念美術館
- 角館樺細工伝承館
- 新潮社記念文学館（創立者である当地出身の佐藤義亮を顕彰している）
- 西宮家（武家屋敷通りより少し南側にあたる、田町武家屋敷の旧家である）
  - 本項の「武家屋敷通り」は角館を領していた佐竹北家の家臣団の屋敷が建ち並ぶ地域であったのに対し、田町武家屋敷は佐竹本家の直臣の侍町であった。

## アクセス
- JR東日本 秋田新幹線・田沢湖線/秋田内陸縦貫鉄道秋田内陸線
  - 角館駅から徒歩約15分